# Страттон
Кратер Страттон (лат. Stratton) — большой древний ударный кратер в экваториальной области обратной стороны Луны. Название присвоено в честь английского астронома Фредерика Стрэттона (1881—1960) и утверждено Международным астрономическим союзом в 1970 г. Образование кратера относится к нектарскому периоду.

## Описание кратера

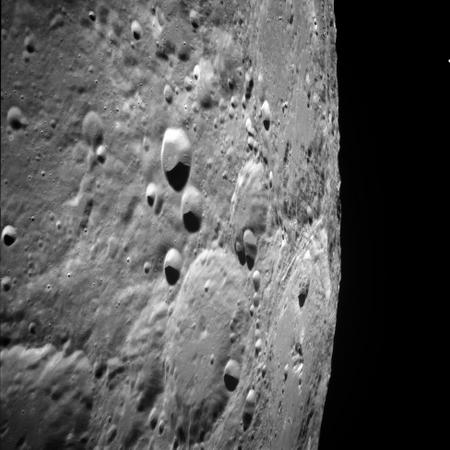
Снимок с борта Аполлона-11. Кратер Страттон в нижней центральной части снимка.

Ближайшими соседями кратера являются кратер Вентрис на западе; кратер Дьюар на севере; кратер Хевисайд на юге-юго-востоке и кратер Килер на юге-юго-западе. Селенографические координаты центра кратера 5°36′ ю. ш. 164°42′ в. д. / 5,6° ю. ш. 164,7° в. д., диаметр 69,8 км, глубина 2,8 км.
Кратер Страттон имеет близкую к циркулярной форму с небольшим выступом в южной части и значительно разрушен. Вал сглажен, юго-западная часть вала перекрыта сателлитным кратером Страттон Q. Внутренний склон кратера широкий, отмечен множеством мелких кратеров. Высота вала над окружающей местностью достигает 1290 м, объём кратера составляет приблизительно 4350 км³. Дно чаши кратера относительно ровное, с отдельными невысокими холмами. Небольшой округлый центральный пик несколько смещен к юго-востоку от центра чаши.

## Сателлитные кратеры

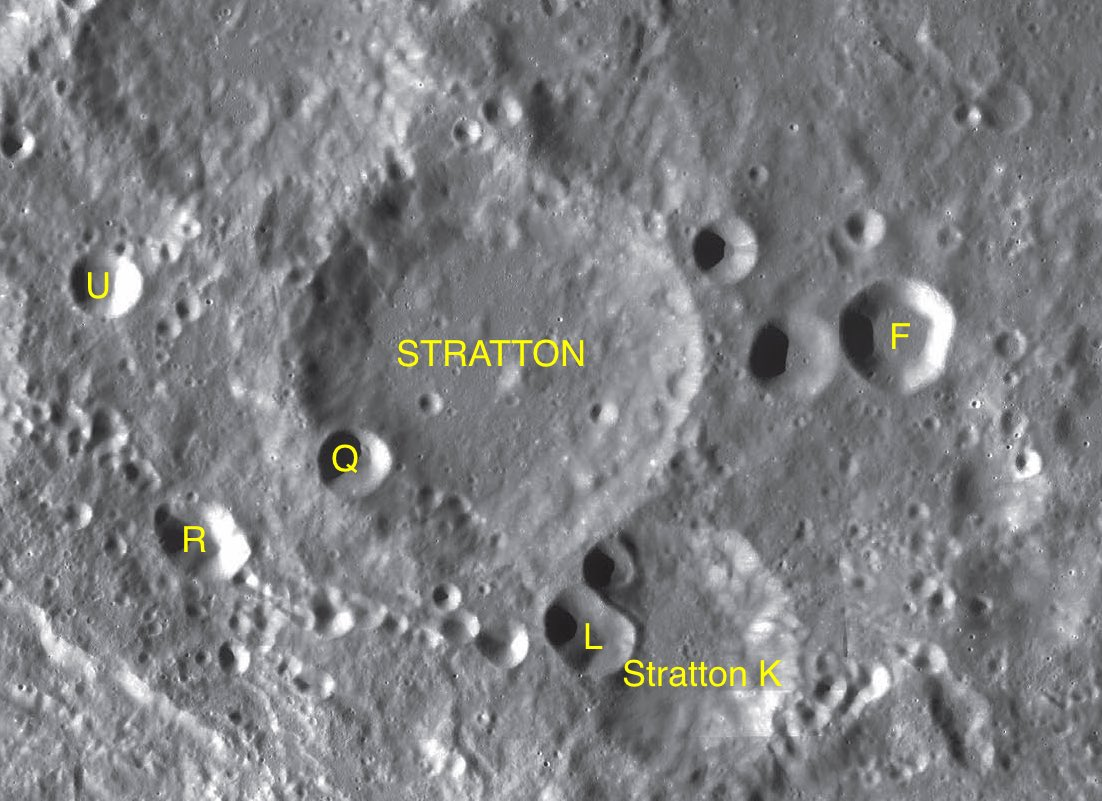
Фрагмент карты LAC-85.

| Страттон | Координаты                                            | Диаметр, км |
| -------- | ----------------------------------------------------- | ----------- |
| F        | 5°29′ ю. ш. 167°00′ в. д. / 5,48° ю. ш. 167° в. д.    | 20,3        |
| K        | 7°14′ ю. ш. 165°44′ в. д. / 7,24° ю. ш. 165,73° в. д. | 41,3        |
| L        | 7°10′ ю. ш. 165°14′ в. д. / 7,17° ю. ш. 165,23° в. д. | 16,5        |
| Q        | 6°13′ ю. ш. 163°55′ в. д. / 6,21° ю. ш. 163,91° в. д. | 12,6        |
| R        | 6°38′ ю. ш. 163°02′ в. д. / 6,64° ю. ш. 163,04° в. д. | 16,5        |
| U        | 5°11′ ю. ш. 162°29′ в. д. / 5,19° ю. ш. 162,49° в. д. | 12,7        |